# Take Me Home (canción de Cash Cash)
«Take Me Home» es una canción realizada por el grupo de disc jockeys estadounidenses Cash Cash con la colaboración de la cantante estadounidense Bebe Rexha. Fue lanzada como descarga digital el 24 de junio de 2013 extraída de su tercer EP Overtime. Alcanzó la quinta ubicación en la lista de sencillos del Reino Unido y la séptima en Australia, donde recibió la certificación de platino. Mientras, en los Estados Unidos, logró posicionarse en el número 57 del Billboard Hot 100.
El video musical de la canción fue dirigido por DJay Brawner, y estrenado el 18 de diciembre de 2013.

## Lista de canciones
| Descarga digital – Remixes |                                                    |          |  |
| N.º                        | Título                                             | Duración |  |
| 1.                         | «Take Me Home» (Jordy Dazz Remix Radio Edit)       | 3:45     |  |
| 2.                         | «Take Me Home» (Feenixpawl Remix Radio Edit)       | 2:41     |  |
| 3.                         | «Take Me Home» (The Chainsmokers Remix Radio Edit) | 3:40     |  |
| 4.                         | «Take Me Home» (Caveat Remix Radio Edit)           | 3:41     |  |
| 5.                         | «Take Me Home» (Fareoh Remix Radio Edit)           | 3:41     |  |

## Posicionamiento en listas y certificaciones

### Listas semanales
| Lista (2014)                                | Mejor posición |
| ------------------------------------------- | -------------- |
| Australia (ARIA)                            | 7              |
| Bélgica (Valonia) (Ultratip Bubbling Under) | 22             |
| Canadá (Hot 100)                            | 52             |
| Escocia (Scottish Singles Top 40)           | 2              |
| Estados Unidos (Billboard Hot 100)          | 57             |
| Estados Unidos (Pop Songs)                  | 14             |
| Estados Unidos (Adult Pop Songs)            | 39             |
| Estados Unidos (Dance/Electronic Songs)     | 6              |
| Irlanda (IRMA)                              | 30             |
| Nueva Zelanda (Recorded Music NZ)           | 28             |
| Reino Unido (UK Singles Chart)              | 5              |
| Reino Unido (UK Dance Chart)                | 4              |

### Certificaciones
| País      | Organismo certificador | Certificación | Ventas |
| --------- | ---------------------- | ------------- | ------ |
| Australia | ARIA                   | Platino       | 70 000 |